# Zalesie-Pacuszki
Zalesie-Pacuszki (prononciation : [zaˈlɛɕɛ paˈt͡suʂki]) est un village polonais de la gmina de Gzy dans le powiat de Pułtusk de la voïvodie de Mazovie dans le centre-est de la Pologne.
Il se situe à environ 6 kilomètres au sud de Gzy (siège de la gmina), 10 kilomètres à l'ouest de Pułtusk (siège de le powiat) et à 55 kilomètres au nord de Varsovie (capitale de la Pologne).

## Histoire
De 1975 à 1998, le village appartenait administrativement à la voïvodie de Ciechanów.